# トラブル IN ベガス
『トラブル IN ベガス』（原題：Elvis Has Left the Building）は、2004年制作のアメリカ合衆国のコメディ映画。
エルヴィス・プレスリーのそっくりさんを次々と不慮の死に至らしめてしまうヒロインが、エルヴィスのコスプレ衣装を持つ男性と恋に落ちてしまうラブ・コメディ。
タイトルの「エルヴィスは建物を出た（Elvis has left the building）」とは、もともとコンサートが終わっても会場を去らない観客に向かって「もう帰って欲しい」という意味で放たれた言葉が転じて、「楽しい時間は終わった」というようなニュアンスの、英語の慣用句である。

## あらすじ
ハーモニー・ジョーンズはピンクのスーツに身を包み、ピンクのキャデラックのオープンカーに乗って全米各地でピンクレディ化粧品のすばらしさについて講演をして回る凄腕のセールスレディである。
ある時、彼女はいつものように講演会に向かう途中、何故かエルヴィス・プレスリーのコスプレをした人物と次々に遭遇する。だが彼らは皆、何故か彼女の目の前で不慮の死を遂げてしまう。
彼らを殺した犯人と誤解されるのを恐れて逃げ出すハーモニーの前に、1人の男が彼女の愛車を気に入って声をかけて来る。ハーモニーはその男性マイルスこそ運命の男性だと感じるが、彼がエルヴィスのコスプレ用の衣装を持っているのを見つけてしまい、逃げ出す。
だが、ハーモニーに一目惚れしたマイルスは彼女を追いかけていく。さらにハーモニーは、一連の怪死事件の重要参考人としてFBIからも追われることに。

## キャスト
※括弧内は日本語吹替。
- ハーモニー・ジョーンズ：キム・ベイシンガー（高島雅羅）
- マイルス・テイラー：ジョン・コーベット（安井邦彦）
- シャール：アニー・ポッツ（田村聖子）
- アーロン：ショーン・アスティン（遠藤純一）
- サル：マイク・スター（島香裕）
- チャーリー：フィル・ルイス（高木渉）
- ボベット：アンジー・ディキンソン（久保田民絵）
- ベリンダ：デニス・リチャーズ（木川絵理子）
- ダーレン：フィリップ・チャールズ・マッケンジー（佐藤祐四）
- 燃えるエルヴィス：リチャード・カインド
- 口紅脳天直撃エルヴィス：デヴィッド・レイジャー
- メイルボックスエルヴィス：トム・ハンクス（カメオ出演）
- 看板下敷きエルヴィス：ジョエル・ズウィック
- ビリー・レイ・サイラス（クレジットなし）